# Euflavin
Euflavin är ett antiseptiskt ämne, en organisk förening som innehåller 27 kolatomer och har en molekylvikt på 433 528 Da.
Euflavin har länge använts som läkemedel mot fenröta hos akvariefiskar.